# Lista de municípios de São Paulo por área (1930)

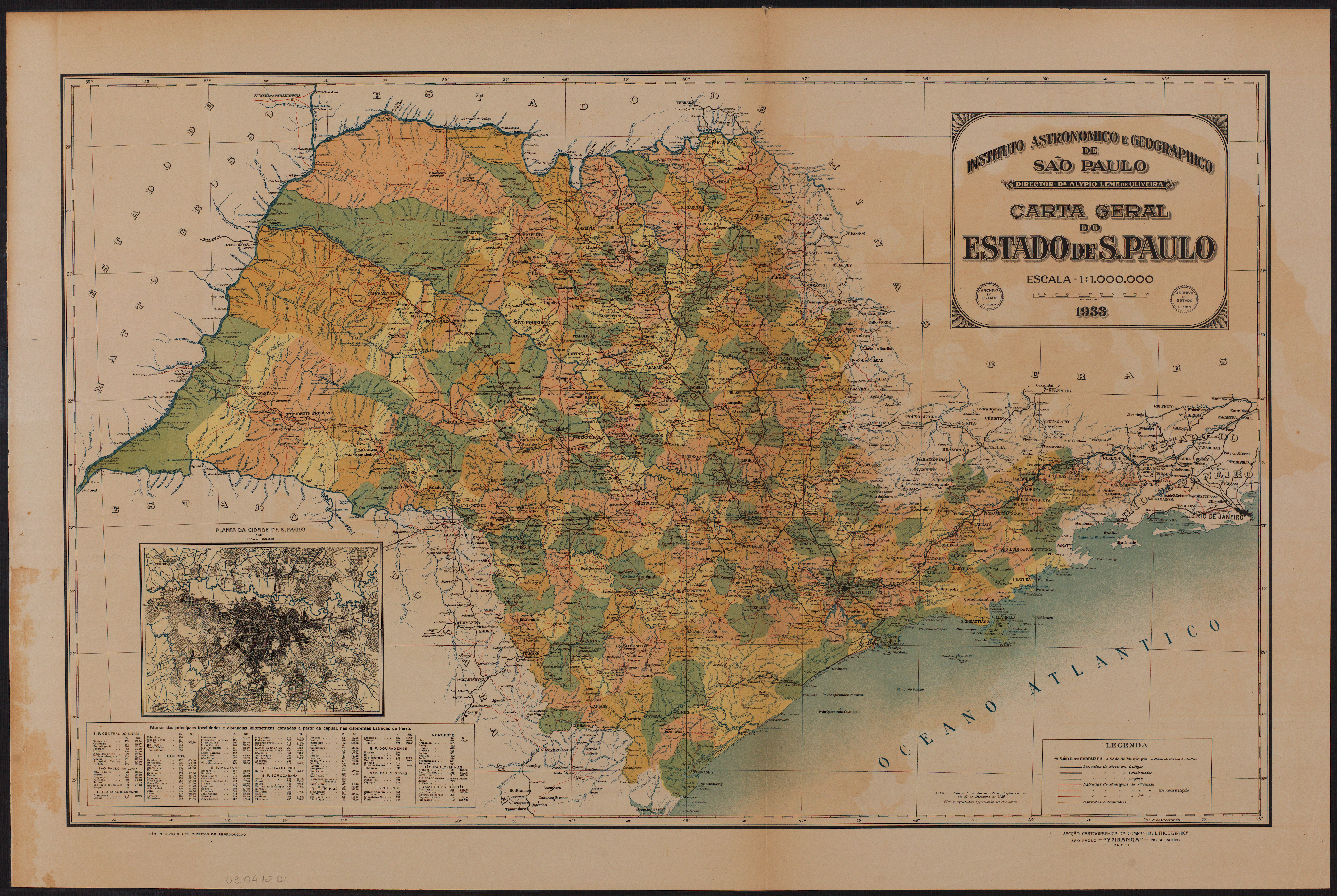
Mapa do estado de São Paulo (1933).

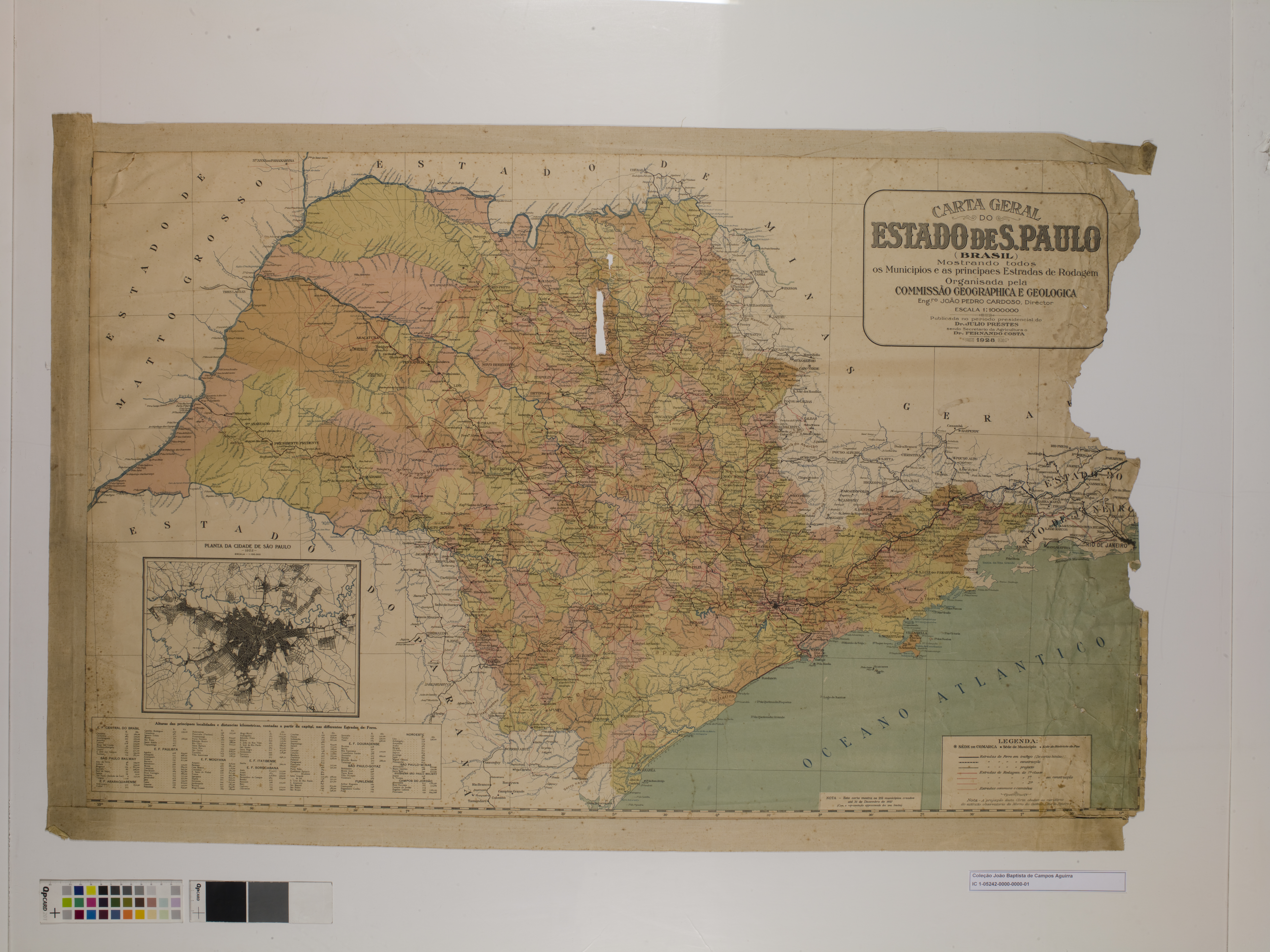
Mapa do estado de São Paulo (1928).

Esta é a divisão territorial administrativa do estado de São Paulo vigente no período entre 1930-1933, incluindo a área territorial dos municípios, com os topônimos e a ortografia da época. O estado de São Paulo possuía 258 municípios até 1929 e passou a contar com 259 municípios em 1930. Também no mesmo período foram criados distritos.
|      | Nome                                                                   | Área (km2) | Mun. | Distr. | Distr. policial |
| ---- | ---------------------------------------------------------------------- | ---------- | ---- | ------ | --------------- |
| 1º   | Araçatuba                                                              | 12279,0    | 1921 | 1917   | 1916            |
|      | Diabase (distrito de Araçatuba)                                        |            |      | 1933   | 1929            |
| 2º   | Tanaby                                                                 | 11176,0    | 1924 | 1906   | 1901            |
|      | Américo de Campos (distrito de Tanaby)                                 |            |      | 1926   | 1925            |
|      | Villa Nova (distrito policial de Tanaby)                               |            |      |        | 1930            |
|      | Villa Monteiro (distrito de Tanaby)                                    |            |      | 1926   | 1926            |
|      | Piassava (distrito policial de Tanaby)                                 |            |      |        | 1929            |
| 3º   | Monte Aprazível                                                        | 8200,0     | 1924 | 1914   | 1912            |
|      | Buritama (distrito de Monte Aprazível)                                 |            |      | 1927   | 1919            |
|      | Vicentinópolis (distrito policial de Monte Aprazível)                  |            |      |        | 1927            |
|      | Villa Castilho (distrito policial de Monte Aprazível)                  |            |      |        | 1928            |
|      | Villa Dulce (distrito policial de Monte Aprazível)                     |            |      |        | 1928            |
|      | Itapura (distrito de Monte Aprazível)                                  |            |      | 1909   | 1908            |
|      | Villa Oriente (distrito policial de Monte Aprazível)                   |            |      |        | 1933            |
|      | Macahubas (distrito de Monte Aprazível)                                |            |      | 1928   | 1928            |
|      | Neves (distrito de Monte Aprazível)                                    |            |      | 1927   | 1926            |
|      | São Jeronymo (distrito de Monte Aprazível)                             |            |      | 1914   | 1905            |
|      | Montevidéu (distrito policial de Monte Aprazível)                      |            |      | 1930   | 1927            |
|      | Planalto (distrito policial de Monte Aprazível)                        |            |      |        | 1923            |
|      | Salto do Avanhandava (distrito policial de Monte Aprazível)            |            |      |        | 1905            |
|      | União (distrito policial de Monte Aprazível)                           |            |      |        | 1929            |
|      | Sebastianópolis (distrito de Monte Aprazível)                          |            |      | 1928   | 1924            |
|      | Nhandeara (distrito policial de Monte Aprazível)                       |            |      |        | 1929            |
| 4º   | Presidente Prudente                                                    | 6980,0     | 1921 | 1921   | 1921            |
|      | Álvares Machado (distrito de Presidente Prudente)                      |            |      | 1927   | 1924            |
|      | Anhumas (distrito de Presidente Prudente)                              |            |      | 1928   | 1929            |
|      | José Theodoro (distrito de Presidente Prudente)                        |            |      | 1929   | 1929            |
|      | Indiana (distrito policial de Presidente Prudente)                     |            |      |        | 1926            |
|      | Presidente Bernardes (distrito de Presidente Prudente)                 |            |      | 1925   | 1924            |
|      | Regente Feijó (distrito de Presidente Prudente)                        |            |      | 1925   | 1924            |
| 5º   | Presidente Wenceslau                                                   | 6150,0     | 1926 | 1925   | 1923            |
|      | Cayuá (distrito de Presidente Wenceslau)                               |            |      | 1928   | 1928            |
|      | Porto Tibiriçá (distrito policial de Presidente Wenceslau)             |            |      |        | 1922            |
|      | Presidente Epitácio (distrito policial de Presidente Wenceslau)        |            |      |        | 1933            |
| 6º   | Iguape                                                                 | 5853,3     | 1639 | 1635   | 1842            |
|      | Registro (distrito policial de Iguape)                                 |            |      |        | 1925            |
|      | Alecrim (distrito de Iguape)                                           |            |      | 1929   | 1926            |
|      | Juquiá (distrito de Iguape)                                            |            |      | 1853   | 1847            |
|      | Prainha (distrito de Iguape)                                           |            |      | 1872   | n/d             |
| 7º   | Olympia                                                                | 4030,0     | 1917 | 1906   | 1904            |
|      | Baguassú (distrito de Olympia)                                         |            |      | 1925   | 1917            |
|      | Guaracy (distrito de Olympia)                                          |            |      | 1921   | 1917            |
|      | Icém (distrito de Olympia)                                             |            |      | 1914   | 1909            |
|      | Luiz Barreto (distrito de Olympia)                                     |            |      | 1921   | 1919            |
|      | Patos (distrito de Olympia)                                            |            |      | 1921   | 1913            |
|      | Veadnho (distrito policial de Olympia)                                 |            |      |        | 1927            |
| 8º   | Santo Anastácio                                                        | 3950,0     | 1925 | 1921   | 1921            |
|      | Piqueroby (distrito de Santo Anastácio)                                |            |      | 1928   | 1926            |
| 9º   | Campos Novos                                                           | 3415,0     | 1885 | 1880   | 1878            |
|      | Perobal (distrito policial de Campos Novos)                            |            |      |        | 1926            |
|      | Santo Antônio da Bella Vista (distrito policial de Campos Novos)       |            |      |        | 1929            |
|      | Catechese (distrito de Campos Novos)                                   |            |      | 1928   | 1924            |
|      | Lutécia (distrito de Campos Novos)                                     |            |      | 1929   | 1926            |
|      | Varpa (distrito de Campos Novos)                                       |            |      | 1927   | 1923            |
|      | Villa Fortuna (distrito de Campos Novos)                               |            |      | 1933   |                 |
|      | Tabajara (distrito policial de Campos Novos)                           |            |      |        | 1920            |
| 10º  | Sapezal                                                                | 3130,0     | 1933 | 1923   | 1922            |
|      | Conceição do Monte Alegre (distrito de Sapezal)                        |            |      | 1891   | 1882            |
|      | Yepé (distrito de Sapezal)                                             |            |      | 1927   | 1926            |
|      | São Roque da Boa Esperança (distrito policial de Sapezal)              |            |      |        | 1926            |
| 11º  | Faxina                                                                 | 2595,0     | 1769 | 1766   | 1842            |
|      | Bairro das Pedras (distrito policial de Faxina)                        |            |      |        | 1891            |
|      | Engenheiro Maia (distrito policial de Faxina)                          |            |      |        | 1926            |
|      | Faxinal (distrito policial de Faxina)                                  |            |      |        | 1910            |
|      | Lagoa Grande (distrito policial de Faxina)                             |            |      |        | 1914            |
|      | Caputera (distrito de Faxina)                                          |            |      | 1912   | 1912            |
| 12º  | Capão Bonito                                                           | 2525,0     | 1868 | 1866   | 1842            |
|      | Santo Antônio do Apiahy-Mirim (distrito policial de Capão Bonito)      |            |      |        | 1911            |
|      | Guapiara (distrito de Capão Bonito)                                    |            |      | 1902   | n/d             |
|      | Capella da Boa Vista (distrito policial de Capão Bonito)               |            |      |        | 1900            |
| 13º  | Marília                                                                | 2450,0     | 1928 | 1926   | 1929            |
|      | Pompéia (distrito de Marília)                                          |            |      | 1928   | 1928            |
|      | Vera Cruz (distrito de Marília)                                        |            |      | 1929   | 1929            |
| 14º  | Itapetininga                                                           | 2240,0     | 1771 | 1770   | 1842            |
|      | Alambary (distrito de Itapetininga)                                    |            |      | 1861   | 1923            |
|      | Gramadinho (distrito de Itapetininga)                                  |            |      | 1913   | 1902            |
|      | Palmares (distrito policial de Itapetininga)                           |            |      |        | 1912            |
|      | Morro Alto (distrito de Itapetininga)                                  |            |      | 1913   | 1900            |
| 15º  | Barretos                                                               | 2220,0     | 1885 | 1874   | 1875            |
|      | Itambé (distrito de Barretos)                                          |            |      | 1908   | 1901            |
|      | Prata (distrito policial de Barretos)                                  |            |      |        | 1917            |
|      | Laranjeiras (distrito de Barretos)                                     |            |      | 1906   | 1901            |
| 16º  | Xiririca                                                               | 2155,0     | 1842 | 1763   | 1842            |
|      | Itaúna (distrito de Xiririca)                                          |            |      | 1900   | 1900            |
|      | Barra do Batatal (distrito policial de Xiririca)                       |            |      |        | 1917            |
|      | Sete Barras (distrito de Xiririca)                                     |            |      | 1885   | 1886            |
| 17º  | Yporanga                                                               | 2135,0     | 1873 | 1830   | 1842            |
|      | Barra do Turvo (distrito policial de Yporanga)                         |            |      |        | 1916            |
| 18º  | Lins                                                                   | 2106,7     | 1919 | 1913   | 1913            |
|      | Villa Sabino (distrito policial de Lins)                               |            |      |        | n/d             |
|      | Getulina (distrito de Lins)                                            |            |      | 1926   | 1925            |
|      | Guayçara (distrito de Lins)                                            |            |      | 1922   | 1922            |
| 19º  | Botucatú                                                               | 2100,0     | 1855 | 1846   | 1847            |
|      | Villa dos Lavradores (distrito policial de Botucatú)                   |            |      |        | 1923            |
|      | Espírito Santo do Rio Pardo (distrito de Botucatú)                     |            |      | 1891   | 1891            |
|      | Ribeirão Grande (distrito policial de Botucatú)                        |            |      |        | 1880            |
|      | Prata (distrito de Botucatú)                                           |            |      | 1899   | 1896            |
|      | Victoria (distrito de Botucatú)                                        |            |      | 1928   | 1928            |
|      | Alambary (distrito policial de Botucatú)                               |            |      |        | n/d             |
| 20º  | Araraquara                                                             | 2085,0     | 1832 | 1817   | 1842            |
|      | Américo Brasiliense (distrito de Araraquara)                           |            |      | 1922   | 1913            |
|      | Gavião Peixoto (distrito de Araraquara)                                |            |      | 1924   | 1911            |
|      | Itaquerê (distrito de Araraquara)                                      |            |      | 1924   | 1924            |
|      | Motuca (distrito de Araraquara)                                        |            |      | 1925   | 1919            |
|      | Rincão (distrito de Araraquara)                                        |            |      | 1909   | 1899            |
|      | Santa Lúcia (distrito de Araraquara)                                   |            |      | 1910   | 1912            |
| 21º  | Pirajuhy                                                               | 1855,0     | 1914 | 1907   | 1907            |
|      | Corredeira (distrito de Pirajuhy)                                      |            |      | 1922   | 1915            |
|      | Guarantan (distrito de Pirajuhy)                                       |            |      | 1924   | 1925            |
|      | Pongahy (distrito de Pirajuhy)                                         |            |      | 1927   | 1925            |
| 22º  | Orlândia                                                               | 1795,0     | 1909 | 1909   | 1908            |
|      | Morro Agudo (distrito de Orlândia)                                     |            |      | 1894   | 1876            |
|      | Salles Oliveira (distrito de Orlândia)                                 |            |      | 1906   | 1905            |
| 23º  | Novo Horizonte                                                         | 1763,3     | 1916 | 1906   | 1897            |
|      | Irapuan (distrito de Novo Horizonte)                                   |            |      | 1930   | 1929            |
|      | Villa Salles (distrito de Novo Horizonte)                              |            |      | 1927   | 1927            |
| 24º  | Rio Preto                                                              | 1683,3     | 1894 | 1879   | 1855            |
|      | Borboleta (distrito de Rio Preto)                                      |            |      | 1926   | 1923            |
|      | Engenheiro Schmidt (distrito de Rio Preto)                             |            |      | 1927   | 1925            |
|      | Ipiguá (distrito de Rio Preto)                                         |            |      | 1927   | 1923            |
|      | Itapirema (distrito de Rio Preto)                                      |            |      | 1923   | 1908            |
|      | Nova Itapirema (distrito policial de Rio Preto)                        |            |      |        | 1930            |
|      | Nova Aliança (distrito de Rio Preto)                                   |            |      | 1926   | 1925            |
|      | Ribeirão Claro (distrito de Rio Preto)                                 |            |      | 1927   | 1926            |
| 25º  | Franca                                                                 | 1665,0     | 1821 | 1804   | 1842            |
|      | Crystaes (distrito de Franca)                                          |            |      | 1910   | 1913            |
|      | Jeriquara (distrito de Franca)                                         |            |      | 1919   | 1919            |
|      | Restinga (distrito de Franca)                                          |            |      | 1911   | 1913            |
|      | Ribeirão Corrente (distrito de Franca)                                 |            |      | 1910   | 1901            |
|      | São José da Bella Vista (distrito de Franca)                           |            |      | 1897   | 1897            |
| 26º  | Pirajú                                                                 | 1607,0     | 1880 | 1871   | n/d             |
|      | Villa Tibiriçá (distrito policial de Pirajú)                           |            |      |        | 1909            |
|      | Bello Monte (distrito de Pirajú)                                       |            |      | 1899   | 1897            |
|      | Águas Virtuosas (distrito policial de Pirajú)                          |            |      |        | 1907            |
|      | Mandury (distrito de Pirajú)                                           |            |      | 1907   | 1908            |
|      | São Bartholomeu (distrito de Pirajú)                                   |            |      | 1925   | 1901            |
|      | Sarutayá (distrito de Pirajú)                                          |            |      | 1906   | 1900            |
|      | Timbury (distrito de Pirajú)                                           |            |      | 1903   | 1899            |
| 27º  | Itanhaén                                                               | 1599,0     | 1561 | 1549   | 1842            |
| 28º  | Campinas                                                               | 1552,0     | 1797 | 1774   | 1842            |
|      | Arraial dos Souzas (distrito de Campinas)                              |            |      | 1896   | 1890            |
|      | Cosmópolis (distrito de Campinas)                                      |            |      | 1906   | 1904            |
|      | Rebouças (distrito de Campinas)                                        |            |      | 1909   | 1907            |
|      | Santa Cruz (distrito de Campinas)                                      |            |      | 1870   | n/d             |
|      | Vallinhos (distrito de Campinas)                                       |            |      | 1896   | 1893            |
| 29º  | Iacanga                                                                | 1540,0     | 1924 | 1909   | 1909            |
|      | Batalha (distrito de Iacanga)                                          |            |      | 1922   | 1919            |
|      | Soturna (distrito de Iacanga)                                          |            |      | 1911   | 1910            |
| 30º  | Rio Claro                                                              | 1470,0     | 1845 | 1830   | 1852            |
|      | Morro Grande (distrito policial de Rio Claro)                          |            |      |        | 1928            |
|      | Corumbatahy (distrito de Rio Claro)                                    |            |      | 1919   | 1910            |
|      | Ferraz (distrito policial de Rio Claro)                                |            |      |        | 1928            |
|      | Ipojuca (distrito de Rio Claro)                                        |            |      | 1894   | 1892            |
|      | Itaquery da Serra (distrito de Rio Claro)                              |            |      | 1903   | 1901            |
|      | Ityrapina (distrito de Rio Claro)                                      |            |      | 1890   | 1890            |
|      | Santa Gertrudes (distrito de Rio Claro)                                |            |      | 1916   | 1913            |
| 31º  | Piracicaba                                                             | 1465,0     | 1821 | 1810   | 1842            |
|      | Tupy (distrito policial de Piracicaba)                                 |            |      |        | 1925            |
|      | Ibitiruna (distrito de Piracicaba)                                     |            |      | 1922   | 1922            |
|      | Villa Rezende (distrito de Piracicaba)                                 |            |      | 1917   | 1917            |
|      | João Alfredo (distrito policial de Piracicaba)                         |            |      |        | 1922            |
|      | Tanquinho (distrito policial de Piracicaba)                            |            |      |        | 1922            |
|      | Xarqueada (distrito de Piracicaba)                                     |            |      | 1911   | 1905            |
| 32º  | Quatá                                                                  | 1465,0     | 1925 | 1924   | 1924            |
|      | Rancharia (distrito policial de Quatá)                                 |            |      |        | 1929            |
| 33º  | Mogy-Guassú                                                            | 1437,0     | 1877 | 1740   | 1842            |
| 34º  | Ituverava                                                              | 1423,3     | 1885 | 1847   | n/d             |
|      | Miguelópolis (distrito de Ituverava)                                   |            |      | 1927   | 1922            |
| 35º  | Avaré                                                                  | 1400,0     | 1875 | 1870   | 1866            |
| 36º  | São Pedro do Turvo                                                     | 1395,0     | 1891 | 1874   | n/d             |
|      | Apparecida do Ribeirão Claro (distrito policial de São Pedro do Turvo) |            |      |        | 1907            |
|      | Caçador (distrito de São Pedro do Turvo)                               |            |      | 1928   | 1919            |
| 37º  | Mirasol                                                                | 1355,0     | 1924 | 1919   | 1914            |
|      | Bálsamo (distrito de Mirasol)                                          |            |      | 1925   | 1923            |
|      | Mirassolândia (distrito policial de Mirasol)                           |            |      |        | 1925            |
|      | Barra Dourada (distrito de Mirasol)                                    |            |      | 1925   | 1923            |
|      | Nipoan (distrito de Mirasol)                                           |            |      | 1923   | 1922            |
|      | Ruy Barbosa (distrito de Mirasol)                                      |            |      | 1925   | 1923            |
|      | Villa Poloni (distrito de Mirasol)                                     |            |      | 1933   | 1926            |
|      | Villa Colombo (distrito policial de Mirasol)                           |            |      |        | 1928            |
|      | Yacy (distrito de Mirasol)                                             |            |      | 1925   | 1925            |
| 38º  | São Simão                                                              | 1342,5     | 1865 | 1842   | 1842            |
|      | Jatahy e Pântano (distrito policial de São Simão)                      |            |      |        | 1908            |
|      | Santos Dumont (distrito policial de São Simão)                         |            |      |        | 1929            |
| 39º  | São Carlos                                                             | 1268,0     | 1865 | 1858   | 1857            |
|      | Ibaté (distrito de São Carlos)                                         |            |      | 1900   | 1894            |
|      | Santa Eudóxia (distrito de São Carlos)                                 |            |      | 1912   | 1899            |
| 40º  | Mogy-Mirim                                                             | 1262,5     | 1769 | 1751   | 1842            |
|      | Arthur Nogueira (distrito de Mogy-Mirim)                               |            |      | 1916   | 1917            |
|      | Conchal (distrito de Mogy-Mirim)                                       |            |      | 1919   | 1918            |
|      | Jaguary (distrito de Mogy-Mirim)                                       |            |      | 1896   | 1890            |
|      | Posse (distrito de Mogy-Mirim)                                         |            |      | 1893   | 1894            |
| 41º  | Maracahy                                                               | 1260,0     | 1924 | 1919   | 1915            |
|      | São Sebastião da Roseta (distrito policial de Maracahy)                |            |      |        | 1917            |
| 42º  | Bragança                                                               | 1257,0     | 1797 | 1765   | 1842            |
|      | Pedra Grande (distrito de Bragança)                                    |            |      | 1929   | 1920            |
|      | Tuyuti (distrito de Bragança)                                          |            |      | 1902   | 1909            |
|      | Vargem (distrito de Bragança)                                          |            |      | 1929   | 1919            |
| 43º  | Cananéa                                                                | 1241,0     | 1600 | 1587   | 1842            |
|      | Ariry (distrito de Cananéa)                                            |            |      | 1920   | 1921            |
| 44º  | Biriguy                                                                | 1230,0     | 1921 | 1914   | 1913            |
|      | Nipolândia (distrito de Biriguy)                                       |            |      | 1933   | 1930            |
| 45º  | Jacupiranga                                                            | 1230,0     | 1927 | 1870   | 1868            |
|      | Pariquerassú (distrito policial de Jacupiranga)                        |            |      |        | 1900            |
| 46º  | Ribeirão Preto                                                         | 1230,0     | 1871 | 1870   | 1865            |
|      | Barracão (distrito policial de Ribeirão Preto)                         |            |      |        | 1930            |
|      | Villa Tibério (distrito policial de Ribeirão Preto)                    |            |      |        | 1930            |
|      | Villa Bomfim (distrito de Ribeirão Preto)                              |            |      | 1902   | 1895            |
| 47º  | Mogy das Cruzes                                                        | 1220,0     | 1611 | 1611   | 1842            |
|      | Arujá (distrito de Mogy das Cruzes)                                    |            |      | 1852   | n/d             |
|      | Biritiba Mirim (distrito de Mogy das Cruzes)                           |            |      | 1924   | 1892            |
|      | Itaquaquecetuba (distrito de Mogy das Cruzes)                          |            |      | 1838   | 1842            |
|      | Poá (distrito de Mogy das Cruzes)                                      |            |      | 1919   | 1913            |
|      | Sabaúna (distrito de Mogy das Cruzes)                                  |            |      | 1920   | 1895            |
|      | Suzano (distrito de Mogy das Cruzes)                                   |            |      | 1919   | 1912            |
|      | Tayassupeba (distrito de Mogy das Cruzes)                              |            |      | 1927   | 1929            |
| 48º  | Glycerio                                                               | 1203,3     | 1925 | 1920   | 1915            |
|      | Braúna (distrito de Glycerio)                                          |            |      | 1928   | 1929            |
|      | Herculânia (distrito de Glycerio)                                      |            |      | 1930   | 1929            |
| 49º  | Apiahy                                                                 | 1190,0     | 1771 | 1765   | 1842            |
|      | Barra do Chapéu (distrito policial de Apiahy)                          |            |      |        | 1910            |
|      | Butiá (distrito policial de Apiahy)                                    |            |      |        | 1910            |
|      | Itaóca (distrito de Apiahy)                                            |            |      | 1908   | 1907            |
| 50º  | Lençóes                                                                | 1190,0     | 1865 | 1858   | 1857            |
|      | Boreby (distrito de Lençóes)                                           |            |      | 1922   | 1900            |
| 51º  | Guayra                                                                 | 1175,0     | 1928 | 1908   | 1908            |
| 52º  | Itapecerica                                                            | 1165,0     | 1877 | 1841   | 1842            |
|      | Juquitiba (distrito de Itapecerica)                                    |            |      | 1907   | 1901            |
|      | M'Boy (distrito de Itapecerica)                                        |            |      | 1880   | n/d             |
| 53º  | Itararé                                                                | 1160,0     | 1893 | 1885   | n/d             |
| 54º  | Jaboticabal                                                            | 1145,0     | 1867 | 1857   | 1848            |
|      | Luzitânia (distrito policial de Jaboticabal)                           |            |      |        | 1916            |
|      | Córrego Rico (distrito de Jaboticabal)                                 |            |      | 1917   | 1916            |
|      | Pirangy (distrito de Jaboticabal)                                      |            |      | 1913   | 1909            |
|      | Tayaçú (distrito de Jaboticabal)                                       |            |      | 1903   | 1894            |
|      | Tayuva (distrito de Jaboticabal)                                       |            |      | 1908   | 1908            |
|      | Villa Novaes (distrito de Jaboticabal)                                 |            |      | 1924   | 1923            |
|      | Villa Paraízo (distrito de Jaboticabal)                                |            |      | 1933   | 1933            |
|      | Villa Albuquerque (distrito policial de Jaboticabal)                   |            |      |        | 1928            |
| 55º  | Piedade                                                                | 1143,0     | 1857 | 1847   | 1842            |
|      | São Francisco (distrito policial de Piedade)                           |            |      |        | 1912            |
| 56º  | Itaporanga                                                             | 1140,0     | 1871 | 1855   | 1842            |
|      | Coronel Macedo (distrito de Itaporanga)                                |            |      | 1910   | 1897            |
| 57º  | Angatuba                                                               | 1130,0     | 1885 | 1872   | 1873            |
|      | Bom Retiro (distrito policial de Angatuba)                             |            |      |        | 1920            |
|      | Campina do Monte Alegre (distrito policial de Angatuba)                |            |      |        | 1920            |
| 58º  | Agudos                                                                 | 1122,5     | 1898 | 1897   | 1895            |
|      | Piatan (distrito policial de Agudos)                                   |            |      |        | 1878            |
|      | Tupá (distrito de Agudos)                                              |            |      | 1891   | 1892            |
|      | Limoeiro (distrito policial de Agudos)                                 |            |      |        | 1916            |
| 59º  | Itahy                                                                  | 1110,0     | 1891 | 1874   | n/d             |
| 60º  | São Miguel Archanjo                                                    | 1110,0     | 1889 | 1877   | 1873            |
| 61º  | Brotas                                                                 | 1107,0     | 1859 | 1846   | 1842            |
|      | Campo Alegre (distrito policial de Brotas)                             |            |      |        | 1900            |
| 62º  | Santos                                                                 | 1089,5     | 1545 | 1543   | 1842            |
|      | Barra de Santos (distrito policial de Santos)                          |            |      |        | 1891            |
|      | Campo Grande (distrito policial de Santos)                             |            |      |        | n/d             |
|      | Villa Mathias (distrito policial de Santos)                            |            |      |        | 1918            |
|      | Santos - 2º Distrito (distrito de Santos)                              |            |      | 1932   | 1890            |
|      | Villa Macuco (distrito policial de Santos)                             |            |      |        | 1897            |
|      | Cubatão (distrito de Santos)                                           |            |      | 1922   | n/d             |
|      | Guarujá (distrito de Santos)                                           |            |      | 1922   | 1926            |
| 63º  | Itápolis                                                               | 1083,6     | 1891 | 1886   | 1891            |
|      | Quadro (distrito policial de Itápolis)                                 |            |      |        | 1933            |
|      | Nova América (distrito de Itápolis)                                    |            |      | 1910   | 1909            |
|      | Tapinas (distrito de Itápolis)                                         |            |      | 1927   | 1919            |
| 64º  | Bom Successo                                                           | 1070,0     | 1885 | 1859   | 1861            |
| 65º  | Jundiahy                                                               | 1055,0     | 1655 | 1651   | 1842            |
|      | Bairro do Japy (distrito policial de Jundiahy)                         |            |      |        | 1891            |
|      | Estação de Jundiahy (distrito policial de Jundiahy)                    |            |      |        | 1891            |
|      | Rocinha (distrito de Jundiahy)                                         |            |      | 1908   | 1896            |
| 66º  | Cafelândia                                                             | 1050,0     | 1925 | 1919   | 1916            |
|      | Villa Bacury (distrito policial de Cafelândia)                         |            |      |        | 1929            |
|      | Villa Simões (distrito policial de Cafelândia)                         |            |      |        | 1927            |
| 67º  | Assis                                                                  | 1042,5     | 1917 | 1915   | 1914            |
|      | Taruman (distrito de Assis)                                            |            |      | 1927   | 1928            |
| 68º  | Bury                                                                   | 1036,7     | 1921 | 1907   | 1885            |
|      | Aracassú (distrito policial de Bury)                                   |            |      | 1926   | 1921            |
| 69º  | Igarapava                                                              | 1036,0     | 1873 | 1851   | 1847            |
|      | Aramina (distrito policial de Igarapava)                               |            |      |        | 1922            |
|      | Ponte Alta do Rio Grande (distrito policial de Igarapava)              |            |      |        | 1926            |
|      | Buritys (distrito de Igarapava)                                        |            |      | 1897   | 1898            |
| 70º  | Casa Branca                                                            | 1023,3     | 1841 | 1814   | 1842            |
|      | Lagoa (distrito policial de Casa Branca)                               |            |      |        | 1901            |
|      | Itoby (distrito de Casa Branca)                                        |            |      | 1898   | 1894            |
| 71º  | Sertãozinho                                                            | 1020,0     | 1896 | 1885   | 1886            |
|      | Pontal (distrito de Sertãozinho)                                       |            |      | 1907   | 1908            |
|      | Pradópolis (distrito de Sertãozinho)                                   |            |      | 1916   | 1922            |
|      | Santa Cruz das Posses (distrito de Sertãozinho)                        |            |      | 1898   | 1899            |
| 72º  | Cunha                                                                  | 1019,0     | 1785 | 1736   | 1842            |
|      | Campos Novos de Cunha (distrito de Cunha)                              |            |      | 1872   | 1872            |
| 73º  | Cajurú                                                                 | 1010,0     | 1865 | 1846   | 1842            |
|      | Santa Cruz da Esperança (distrito de Cajurú)                           |            |      | 1923   | 1920            |
|      | Santa Rita de Cássia dos Coqueiros (distrito de Cajurú)                |            |      | 1899   | 1895            |
| 74º  | Limeira                                                                | 993,0      | 1842 | 1830   | 1842            |
|      | Cordeiro (distrito de Limeira)                                         |            |      | 1899   | 1890            |
|      | Iracemápolis (distrito de Limeira)                                     |            |      | 1923   | 1901            |
| 75º  | São Manoel                                                             | 985,0      | 1885 | 1880   | 1880            |
|      | Porto Martins (distrito policial de São Manoel)                        |            |      |        | 1920            |
|      | Apparecida d'Agua da Rosa (distrito de São Manoel)                     |            |      | 1882   | 1883            |
|      | Areópolis (distrito de São Manoel)                                     |            |      | 1917   | 1916            |
|      | Igaraçu (distrito de São Manoel)                                       |            |      | 1903   | n/d             |
| 76º  | Baurú                                                                  | 966,7      | 1896 | 1893   | 1892            |
|      | Nogueira (distrito de Baurú)                                           |            |      | 1927   | 1928            |
|      | Presidente Tibiriçá (distrito de Baurú)                                |            |      | 1919   | 1919            |
| 77º  | Tatuhy                                                                 | 960,0      | 1844 | 1822   | 1842            |
|      | Cesário Lange (distrito de Tatuhy)                                     |            |      | 1908   | 1890            |
|      | Quadra (distrito de Tatuhy)                                            |            |      | 1912   | 1911            |
| 78º  | São José dos Campos                                                    | 959,0      | 1767 | 1768   | 1842            |
|      | Bairro de Santa Cruz (distrito policial de São José dos Campos)        |            |      |        | 1897            |
|      | Eugênio de Melo (distrito policial de São José dos Campos)             |            |      |        | 1917            |
|      | São Francisco Xavier (distrito de São José dos Campos)                 |            |      | 1892   | 1892            |
| 79º  | São Pedro                                                              | 950,0      | 1881 | 1864   | n/d             |
|      | Santa Maria (distrito de São Pedro)                                    |            |      | 1881   | 1881            |
| 80º  | São Luiz do Parahytinga                                                | 940,0      | 1773 | 1769   | 1842            |
| 81º  | São Paulo                                                              | 935,0      | 1558 |        |                 |
|      | Belemzinho (distrito de São Paulo)                                     |            |      | 1899   |                 |
|      | Bella Vista (distrito de São Paulo)                                    |            |      | 1910   |                 |
|      | Bom Retiro (distrito de São Paulo)                                     |            |      | 1910   |                 |
|      | Bráz (distrito de São Paulo)                                           |            |      | 1818   |                 |
|      | Butantan (distrito de São Paulo)                                       |            |      | 1907   |                 |
|      | Cambucy (distrito de São Paulo)                                        |            |      | 1906   |                 |
|      | Cantareira (distrito de São Paulo)                                     |            |      | 1925   |                 |
|      | Casa Verde (distrito de São Paulo)                                     |            |      | 1928   |                 |
|      | Consolação (distrito de São Paulo)                                     |            |      | 1870   |                 |
|      | Itaquera (distrito de São Paulo)                                       |            |      | 1920   | 1918            |
|      | Jardim América (distrito de São Paulo)                                 |            |      | 1924   |                 |
|      | Lajeado (distrito de São Paulo)                                        |            |      | 1929   | 1896            |
|      | Lapa (distrito de São Paulo)                                           |            |      | 1910   |                 |
|      | Liberdade (distrito de São Paulo)                                      |            |      | 1833   |                 |
|      | Moóca (distrito de São Paulo)                                          |            |      | 1910   |                 |
|      | Nossa Senhora do Ó (distrito de São Paulo)                             |            |      | 1796   |                 |
|      | Perus (distrito policial de São Paulo)                                 |            |      |        | n/d             |
|      | Osasco (distrito de São Paulo)                                         |            |      | 1918   | n/d             |
|      | Penha de França (distrito de São Paulo)                                |            |      | 1796   |                 |
|      | Perdizes (distrito de São Paulo)                                       |            |      | 1920   |                 |
|      | Santa Cecília (distrito de São Paulo)                                  |            |      | 1899   |                 |
|      | Santa Ephigênia (distrito de São Paulo)                                |            |      | 1809   |                 |
|      | Sant'Anna (distrito de São Paulo)                                      |            |      | 1889   |                 |
|      | São Miguel (distrito de São Paulo)                                     |            |      | 1891   | 1891            |
|      | Saúde (distrito de São Paulo)                                          |            |      | 1925   |                 |
|      | Sé (distrito de São Paulo)                                             |            |      | 1554   |                 |
|      | Villa Marianna (distrito de São Paulo)                                 |            |      | 1895   |                 |
|      | Ypiranga (distrito de São Paulo)                                       |            |      | 1918   |                 |
| 82º  | Descalvado                                                             | 930,0      | 1865 | 1844   | 1842            |
| 83º  | Sorocaba                                                               | 930,0      | 1661 | 1654   | 1842            |
|      | Apparecida de Sorocaba (distrito policial de Sorocaba)                 |            |      |        | 1925            |
|      | Nossa Senhora do Rosario (distrito de Sorocaba)                        |            |      | 1880   | n/d             |
|      | Salto de Pirapora (distrito de Sorocaba)                               |            |      | 1911   | 1911            |
|      | Votorantim (distrito de Sorocaba)                                      |            |      | 1911   | 1907            |
| 84º  | Santa Bárbara do Rio Pardo                                             | 927,5      | 1876 | 1874   | 1874            |
|      | Monção (distrito de Santa Bárbara do Rio Pardo)                        |            |      | 1921   | 1919            |
| 85º  | Nova Granada                                                           | 925,0      | 1925 | 1917   | 1917            |
|      | Onda Verde (distrito policial de Nova Granada)                         |            |      |        | 1933            |
|      | Ingahy (distrito de Nova Granada)                                      |            |      | 1927   | 1927            |
|      | Mangaratú (distrito de Nova Granada)                                   |            |      | 1929   | 1927            |
|      | Palestina (distrito de Nova Granada)                                   |            |      | 1927   | 1927            |
| 86º  | Pedregulho                                                             | 920,0      | 1921 | 1902   | 1899            |
|      | Rifaina (distrito de Pedregulho)                                       |            |      | 1873   | 1865            |
| 87º  | Ytú                                                                    | 917,0      | 1654 | 1653   | 1842            |
| 88º  | Pindamonhangaba                                                        | 908,0      | 1705 | 1690   | 1842            |
|      | Moreira César (distrito policial de Pindamonhangaba)                   |            |      |        | 1907            |
| 89º  | Porto Feliz                                                            | 900,0      | 1797 | 1728   | 1842            |
|      | Boituva (distrito de Porto Feliz)                                      |            |      | 1906   | 1899            |
| 90º  | Una                                                                    | 900,0      | 1857 | 1811   | 1842            |
| 91º  | Altinópolis                                                            | 895,0      | 1918 | 1875   | n/d             |
| 92º  | São Joaquim                                                            | 890,0      | 1917 | 1902   | 1905            |
|      | Olhos d'Agua (distrito de São Joaquim)                                 |            |      | 1877   | 1876            |
| 93º  | Batataes                                                               | 880,0      | 1839 | 1814   | 1849            |
| 94º  | Bebedouro                                                              | 875,0      | 1894 | 1892   | 1886            |
|      | Botafogo (distrito de Bebedouro)                                       |            |      | 1922   | 1920            |
|      | Turvínea (distrito de Bebedouro)                                       |            |      | 1922   | 1913            |
| 95º  | São Bento do Sapucahy                                                  | 865,0      | 1858 | 1832   | 1842            |
|      | Campos do Jordão (distrito de São Bento do Sapucahy)                   |            |      | 1915   | 1896            |
|      | Candelaria (distrito de São Bento do Sapucahy)                         |            |      | 1895   | 1892            |
|      | Santo Antônio do Pinhal (distrito de São Bento do Sapucahy)            |            |      | 1880   | n/d             |
| 96º  | Pennapolis                                                             | 851,7      | 1913 | 1909   | 1909            |
| 97º  | Mococa                                                                 | 848,3      | 1871 | 1856   | 1858            |
|      | São Benedicto (distrito policial de Mococa)                            |            |      |        | 1907            |
|      | Igarahy (distrito de Mococa)                                           |            |      | 1904   | 1907            |
| 98º  | Parahybuna                                                             | 845,0      | 1832 | 1812   | 1842            |
| 99º  | Taquaritinga                                                           | 840,0      | 1892 | 1880   | 1879            |
|      | Cândido Rodrigues (distrito de Taquaritinga)                           |            |      | 1918   | 1916            |
|      | Agulha (distrito policial de Taquaritinga)                             |            |      |        | 1923            |
|      | Guariroba (distrito de Taquaritinga)                                   |            |      | 1918   | 1913            |
|      | Jurema (distrito de Taquaritinga)                                      |            |      | 1912   | 1916            |
|      | Santa Ernestina (distrito de Taquaritinga)                             |            |      | 1914   | 1915            |
| 100º | São João da Boa Vista                                                  | 835,0      | 1859 | 1838   | 1842            |
|      | Águas da Prata (distrito de São João da Boa Vista)                     |            |      | 1925   | n/d             |
|      | Cascavel (distrito de São João da Boa Vista)                           |            |      | 1898   | 1899            |
| 101º | Bananal                                                                | 832,5      | 1832 | 1811   | 1856            |
|      | Alambary (distrito policial de Bananal)                                |            |      |        | 1880            |
|      | Sant'Anna do Bom Successo (distrito policial de Bananal)               |            |      |        | 1926            |
| 102º | Itatinga                                                               | 793,3      | 1896 | 1891   | 1890            |
|      | Lobo (distrito de Itatinga)                                            |            |      | 1925   | 1920            |
| 103º | José Bonifácio                                                         | 793,3      | 1926 | 1914   | 1908            |
|      | Ubarana (distrito de José Bonifácio)                                   |            |      | 1925   | 1923            |
| 104º | Patrocínio do Sapucahy                                                 | 785,0      | 1885 | 1874   | 1889            |
|      | Ityrapuan (distrito de Patrocínio do Sapucahy)                         |            |      | 1900   | 1899            |
| 105º | Santa Cruz do Rio Pardo                                                | 773,3      | 1876 | 1872   | 1872            |
|      | Sodrélia (distrito de Santa Cruz do Rio Pardo)                         |            |      | 1929   | 1928            |
| 106º | Atibaia                                                                | 760,0      | 1769 | 1747   | 1842            |
|      | Jarinú (distrito de Atibaia)                                           |            |      | 1842   | 1842            |
| 107º | Bofete                                                                 | 760,0      | 1880 | 1866   | n/d             |
|      | Pirambóia (distrito de Bofete)                                         |            |      | 1899   | 1895            |
| 108º | Bôa Esperança                                                          | 736,7      | 1898 | 1895   | 1878            |
|      | Trabiju (distrito policial de Bôa Esperança)                           |            |      |        | 1929            |
| 109º | Tieté                                                                  | 736,5      | 1842 | 1811   | 1851            |
|      | Cerquilho (distrito de Tieté)                                          |            |      | 1914   | 1905            |
|      | Laras (distrito de Tieté)                                              |            |      | 1919   | 1920            |
| 110º | Anhemby                                                                | 735,0      | 1891 | 1866   | 1864            |
| 111º | Espírito Santo do Turvo                                                | 732,0      | 1885 | 1878   | 1875            |
|      | Santa Cruz da Boa Vista (distrito policial de Agudos)                  |            |      |        | 1912            |
|      | Caporanga (distrito policial de Espírito Santo do Turvo)               |            |      |        | 1928            |
| 112º | Ubatuba                                                                | 720,0      | 1637 | 1637   | 1842            |
| 113º | São Bernardo                                                           | 705,0      | 1889 | 1812   | 1842            |
|      | Paranapiacaba (distrito de São Bernardo)                               |            |      | 1907   | 1897            |
|      | Ribeirão Pires (distrito de São Bernardo)                              |            |      | 1896   | 1890            |
|      | Mauá (distrito policial de São Bernardo)                               |            |      |        | 1930            |
|      | Rio Grande (distrito policial de São Bernardo)                         |            |      |        | 1899            |
|      | Santo André (distrito de São Bernardo)                                 |            |      | 1910   | 1901            |
|      | São Caetano (distrito de São Bernardo)                                 |            |      | 1916   | 1912            |
| 114º | Mattão                                                                 | 700,0      | 1898 | 1897   | 1895            |
|      | Dobrada (distrito de Mattão)                                           |            |      | 1911   | 1911            |
|      | São Lourenço do Turvo (distrito de Mattão)                             |            |      | 1911   | 1911            |
| 115º | Dois Córregos                                                          | 695,0      | 1874 | 1865   | n/d             |
|      | Figueira (distrito de Dois Córregos)                                   |            |      | 1899   | 1901            |
| 116º | Santa Rita do Passa Quatro                                             | 695,0      | 1885 | 1866   | 1863            |
|      | Santa Cruz da Estrella (distrito de Santa Rita do Passa Quatro)        |            |      | 1897   | 1894            |
| 117º | São José do Rio Pardo                                                  | 695,0      | 1885 | 1874   | 1877            |
|      | Espírito Santo do Rio do Peixe (distrito de São José do Rio Pardo)     |            |      | 1865   | 1863            |
| 118º | Pilar                                                                  | 692,5      | 1891 | 1877   | 1891            |
| 119º | Itaberá                                                                | 690,0      | 1891 | 1871   | 1870            |
|      | Toriba (distrito policial de Itaberá)                                  |            |      |        | 1915            |
| 120º | Pederneiras                                                            | 688,3      | 1891 | 1889   | 1889            |
|      | Água Limpa (distrito policial de Pederneiras)                          |            |      |        | 1919            |
|      | Floresta (distrito policial de Pederneiras)                            |            |      |        | 1928            |
|      | Guaianaz (distrito policial de Pederneiras)                            |            |      |        | 1919            |
| 121º | Coroados                                                               | 683,3      | 1928 | 1925   | 1923            |
| 122º | Ibitinga                                                               | 683,3      | 1890 | 1885   | n/d             |
|      | São João do Cambará (distrito policial de Ibitinga)                    |            |      |        | 1933            |
| 123º | Araras                                                                 | 680,0      | 1871 | 1869   | 1870            |
| 124º | Avanhandava                                                            | 679,5      | 1925 | 1909   | 1908            |
|      | Gurupá (distrito policial de Avanhandava)                              |            |      |        | 1930            |
| 125º | Guarehy                                                                | 666,7      | 1880 | 1871   | n/d             |
| 126º | Pirassununga                                                           | 665,0      | 1865 | 1842   | 1842            |
| 127º | Bariry                                                                 | 648,3      | 1890 | 1877   | n/d             |
|      | Itajú (distrito de Bariry)                                             |            |      | 1913   | 1909            |
| 128º | Guaratinguetá                                                          | 647,0      | 1651 | 1630   | 1842            |
|      | Putim (distrito policial de Guaratinguetá)                             |            |      |        | 1930            |
| 129º | Ribeirão Branco                                                        | 643,3      | 1892 | 1883   | n/d             |
| 130º | Collina                                                                | 630,0      | 1925 | 1917   | 1915            |
|      | Jaborandy (distrito de Collina)                                        |            |      | 1924   | 1919            |
| 131º | Jardinópolis                                                           | 630,0      | 1898 | 1892   | 1890            |
|      | Sarandy (distrito de Jardinópolis)                                     |            |      | 1918   | 1918            |
| 132º | Monte Alto                                                             | 630,0      | 1895 | 1895   | 1893            |
|      | Ibitirama (distrito policial de Monte Alto)                            |            |      |        | 1928            |
|      | Apparecida de Monte Alto (distrito de Monte Alto)                      |            |      | 1926   | 1890            |
|      | Fernando Prestes (distrito de Monte Alto)                              |            |      | 1914   | 1915            |
|      | Palmares (distrito de Monte Alto)                                      |            |      | 1907   | 1897            |
|      | Vista Alegre (distrito de Monte Alto)                                  |            |      | 1926   | 1927            |
| 133º | Ribeira                                                                | 630,0      | 1910 | 1872   | n/d             |
|      | Ribeirão da Várzea (distrito policial de Ribeira)                      |            |      |        | 1928            |
|      | Ribeirãozinho (distrito policial de Ribeira)                           |            |      |        | 1928            |
| 134º | Guariba                                                                | 626,7      | 1917 | 1904   | 1896            |
| 135º | Promissão                                                              | 625,0      | 1923 | 1919   | 1918            |
| 136º | Avahy                                                                  | 622,5      | 1919 | 1910   | 1910            |
|      | Guaricanga (distrito de Avahy)                                         |            |      | 1926   | 1930            |
| 137º | Sallesopolis                                                           | 613,0      | 1857 | 1838   | 1842            |
| 138º | Salto Grande                                                           | 596,7      | 1911 | 1891   | 1887            |
|      | Ribeirão dos Pintos (distrito policial de Salto Grande)                |            |      |        | 1930            |
|      | Pau d'Alho (distrito de Salto Grande)                                  |            |      | 1922   | 1919            |
| 139º | São José do Barreiro                                                   | 595,0      | 1859 | 1842   | 1842            |
| 140º | Natividade                                                             | 575,0      | 1863 | 1858   | 1858            |
|      | Bairro Alto (distrito de Natividade)                                   |            |      | 1842   | 1842            |
| 141º | Cândido Motta                                                          | 572,5      | 1923 | 1921   | 1920            |
|      | Sussuhy (distrito de Cândido Motta)                                    |            |      | 1927   | 1922            |
| 142º | Fartura                                                                | 563,3      | 1891 | 1884   | n/d             |
|      | Ribeirópolis (distrito de Fartura)                                     |            |      | 1911   | 1909            |
| 143º | Capivary                                                               | 555,0      | 1832 | 1826   | 1842            |
|      | Raffard (distrito de Capivary)                                         |            |      | 1929   | 1907            |
| 144º | Taubaté                                                                | 555,0      | 1645 | 1639   | 1842            |
|      | Registro (distrito policial de Taubaté)                                |            |      |        | 1925            |
|      | Quiririm (distrito de Taubaté)                                         |            |      | 1925   | 1915            |
| 145º | São Sebastião                                                          | 552,0      | 1636 | 1636   | 1842            |
|      | Maresias (distrito policial de São Sebastião)                          |            |      |        | 1929            |
|      | São Francisco (distrito policial de São Sebastião)                     |            |      |        | 1871            |
| 146º | Itajoby                                                                | 533,3      | 1918 | 1906   | 1893            |
|      | Assahy (distrito policial de Itajoby)                                  |            |      |        | 1929            |
|      | Marapuama (distrito policial de Itajoby)                               |            |      |        | 1926            |
|      | Villa Robert (distrito policial de Itajoby)                            |            |      |        | 1926            |
| 147º | Jacarehy                                                               | 533,3      | 1653 | 1652   | 1842            |
|      | Estação de Bom Jesus (distrito policial de Jacarehy)                   |            |      |        | 1917            |
| 148º | Parnahyba                                                              | 532,5      | 1625 | 1625   | 1842            |
|      | Baruery (distrito de Parnahyba )                                       |            |      | 1918   | 1910            |
|      | Pirapora (distrito de Parnahyba )                                      |            |      | 1892   | 1892            |
| 149º | Nuporanga                                                              | 532,0      | 1926 | 1873   | n/d             |
| 150º | Piratininga                                                            | 531,7      | 1913 | 1907   | 1908            |
|      | Mirante (distrito de Piratininga)                                      |            |      | 1922   | 1925            |
| 151º | Garça                                                                  | 530,0      | 1928 | 1925   | 1924            |
| 152º | Itapira                                                                | 530,0      | 1858 | 1847   | n/d             |
|      | Barão de Ataliba (distrito policial de Itapira)                        |            |      |        | 1916            |
|      | Eleutério (distrito policial de Itapira)                               |            |      |        | 1913            |
| 153º | Tambahú                                                                | 530,0      | 1898 | 1892   | 1892            |
| 154º | Jahú                                                                   | 525,0      | 1866 | 1859   | 1857            |
|      | Santa Cruz das Araras (distrito policial de Jahú)                      |            |      | 1928   | 1919            |
|      | Villa Ribeiro (distrito policial de Jahú)                              |            |      |        | 1924            |
| 155º | Santo Amaro                                                            | 520,0      | 1832 | 1686   | 1842            |
|      | Brooklyn Paulista (distrito policial de Santo Amaro)                   |            |      |        | 1927            |
| 156º | Tabapuan                                                               | 513,3      | 1919 | 1907   | 1912            |
|      | Ibarra (distrito de Tabapuan)                                          |            |      | 1928   | 1922            |
| 157º | Lorena                                                                 | 513,0      | 1788 | 1718   | 1842            |
|      | Cannas (distrito policial de Lorena)                                   |            |      |        | 1909            |
| 158º | Nazareth                                                               | 507,0      | 1850 | 1676   | 1842            |
|      | Perdões (distrito de Nazareth)                                         |            |      | 1916   | 1910            |
| 159º | Cerqueira Cesar                                                        | 491,7      | 1917 | 1899   | 1897            |
|      | Macucos (distrito policial de Cerqueira Cesar)                         |            |      |        | 1892            |
| 160º | Soccorro                                                               | 490,0      | 1871 | 1838   | 1842            |
| 161º | Potyrendaba                                                            | 485,0      | 1925 | 1919   | 1910            |
| 162º | Tabatinga                                                              | 483,3      | 1925 | 1911   | 1908            |
|      | Nova Europa (distrito de Tabatinga)                                    |            |      | 1913   | 1911            |
| 163º | Cravinhos                                                              | 470,0      | 1897 | 1893   | 1886            |
|      | Serrinha (distrito de Cravinhos)                                       |            |      | 1912   | 1901            |
| 164º | Espírito Santo do Pinhal                                               | 450,0      | 1877 | 1860   | n/d             |
|      | Santo Antônio do Jardim (distrito de Espírito Santo do Pinhal)         |            |      | 1915   | 1908            |
| 165º | Sarapuhy                                                               | 450,0      | 1872 | 1844   | n/d             |
| 166º | Campo Largo de Sorocaba                                                | 445,0      | 1857 | 1821   | 1842            |
|      | Bacaetava (distrito policial de Campo Largo de Sorocaba)               |            |      |        | 1922            |
| 167º | São Roque                                                              | 442,5      | 1832 | 1768   | 1842            |
|      | Mayrink (distrito de São Roque)                                        |            |      | 1908   | 1904            |
|      | Pantojo (distrito policial de São Roque)                               |            |      |        | 1916            |
| 168º | Igaratá                                                                | 435,0      | 1873 | 1864   | 1863            |
| 169º | Conchas                                                                | 433,3      | 1916 | 1896   | 1892            |
|      | Salgado (distrito policial de Conchas)                                 |            |      |        | 1919            |
|      | São João do Rio do Peixe (distrito policial de Conchas)                |            |      |        | 1922            |
| 170º | Juquery                                                                | 433,0      | 1889 | 1642   | 1842            |
|      | Estação de Juquery (distrito policial de Juquery)                      |            |      |        | 1914            |
| 171º | Palmital                                                               | 430,0      | 1919 | 1916   | 1916            |
| 172º | Ribeirão Bonito                                                        | 430,0      | 1890 | 1882   | n/d             |
|      | Guarapiranga (distrito de Ribeirão Bonito)                             |            |      | 1906   | n/d             |
| 173º | Cotia                                                                  | 427,0      | 1856 | 1723   | 1842            |
|      | Carapicuhyba (distrito policial de Cotia)                              |            |      |        | 1928            |
|      | Itapevy (distrito de Cotia)                                            |            |      | 1920   | 1931            |
| 174º | Itatiba                                                                | 417,0      | 1857 | 1830   | 1842            |
|      | Morungaba (distrito de Itatiba)                                        |            |      | 1891   | 1891            |
| 175º | Viradouro                                                              | 415,0      | 1916 | 1906   | 1905            |
|      | Terra Roxa (distrito de Viradouro)                                     |            |      | 1925   | 1923            |
| 176º | Paraguassú                                                             | 410,0      | 1924 | 1923   | 1922            |
|      | Borah (distrito policial de Paraguassú)                                |            |      |        | 1929            |
| 177º | Silveiras                                                              | 408,0      | 1842 | 1830   | 1842            |
|      | Macacos (distrito policial de Silveiras)                               |            |      |        | 1922            |
| 178º | Catanduva                                                              | 405,0      | 1917 | 1909   | 1905            |
|      | Catupiry (distrito de Catanduva)                                       |            |      | 1920   | 1921            |
|      | Eliziário (distrito de Catanduva)                                      |            |      | 1923   | 1920            |
| 179º | Santa Izabel                                                           | 405,0      | 1832 | 1812   | 1842            |
| 180º | Pitangueiras                                                           | 402,0      | 1893 | 1892   | 1889            |
|      | Ibitiuva (distrito de Pitangueiras)                                    |            |      | 1919   | 1915            |
|      | Taquaral (distrito de Pitangueiras)                                    |            |      | 1919   | 1909            |
| 181º | Caconde                                                                | 400,0      | 1864 | 1775   | 1842            |
| 182º | Duartina                                                               | 375,0      | 1926 | 1922   | 1925            |
|      | Gralha (distrito de Duartina)                                          |            |      | 1924   | 1916            |
| 183º | Guarulhos                                                              | 375,0      | 1880 | 1685   | 1842            |
| 184º | Serra Negra                                                            | 375,0      | 1859 | 1841   | 1842            |
|      | Lyndoia (distrito de Serra Negra)                                      |            |      | 1899   | 1895            |
| 185º | Caraguatatuba                                                          | 365,0      | 1857 | 1847   | 1842            |
| 186º | Guará                                                                  | 365,0      | 1925 | 1914   | 1917            |
| 187º | Santo Antônio da Alegria                                               | 357,5      | 1885 | 1866   | 1875            |
| 188º | Borborema                                                              | 353,0      | 1925 | 1909   | 1909            |
| 189º | Amparo                                                                 | 350,0      | 1857 | 1839   | 1842            |
|      | Entremontes (distrito policial de Amparo)                              |            |      |        | 1892            |
|      | Monte Alegre (distrito de Amparo)                                      |            |      | 1887   | 1887            |
| 190º | Cruzeiro                                                               | 350,0      | 1901 | 1891   | 1884            |
|      | Embahú (distrito de Cruzeiro)                                          |            |      | 1846   | n/d             |
| 191º | Taquary                                                                | 350,0      | 1925 | 1896   | 1889            |
| 192º | Piracaia                                                               | 345,0      | 1859 | 1836   | 1842            |
| 193º | Ribeirão Vermelho                                                      | 345,0      | 1924 | 1894   | 1889            |
|      | Santa Cruz dos Lopes (distrito policial de Ribeirão Vermelho)          |            |      |        | 1911            |
| 194º | São Vicente                                                            | 345,0      | 1532 | 1532   | 1842            |
| 195º | Caçapava                                                               | 343,3      | 1855 | 1850   | 1842            |
|      | Caçapava Velha (distrito policial de Caçapava)                         |            |      |        | 1924            |
|      | Guamerim (distrito policial de Caçapava)                               |            |      |        | 1922            |
| 196º | Capoeiras                                                              | 343,3      | 1924 | 1916   | 1913            |
| 197º | Cachoeira                                                              | 341,5      | 1880 | 1876   | n/d             |
| 198º | Santa Branca                                                           | 336,3      | 1856 | 1841   | 1842            |
| 199º | Monte Mór                                                              | 332,5      | 1871 | 1832   | 1842            |
|      | Elias Fausto (distrito de Monte Mór)                                   |            |      | 1925   | 1907            |
| 200º | Cajoby                                                                 | 330,0      | 1926 | 1908   | 1901            |
|      | Monte Verde (distrito policial de Cajoby)                              |            |      |        | 1929            |
|      | Marcondésia (distrito de Cajoby)                                       |            |      | 1925   | 1927            |
| 201º | Annapolis                                                              | 315,0      | 1897 | 1890   | 1890            |
| 202º | Joanópolis                                                             | 315,0      | 1895 | 1893   | 1891            |
| 203º | Porangaba                                                              | 306,7      | 1927 | 1885   | 1880            |
|      | Torre de Pedra (distrito de Porangaba)                                 |            |      | 1922   | 1922            |
| 204º | Jambeiro                                                               | 302,5      | 1876 | 1872   | 1872            |
| 205º | Gallia                                                                 | 295,3      | 1927 | 1926   | n/d             |
|      | Fernão Dias (distrito de Gallia)                                       |            |      | 1928   | 1930            |
| 206º | Buquira                                                                | 294,3      | 1880 | 1857   | 1858            |
| 207º | Mundo Novo                                                             | 293,0      | 1928 | 1921   | 1919            |
|      | São João de Itaguassú (distrito policial de Mundo Novo)                |            |      |        | 1926            |
| 208º | Santa Bárbara                                                          | 290,0      | 1869 | 1842   | n/d             |
| 209º | Villa Bella                                                            | 280,0      | 1805 | 1805   | 1842            |
|      | Pirahyque (distrito policial de Villa Bella)                           |            |      |        | 1911            |
| 210º | Queluz                                                                 | 277,5      | 1842 | 1803   | 1842            |
|      | Bianor (distrito policial de Queluz)                                   |            |      |        | 1933            |
|      | Villa Queimada (distrito policial de Queluz)                           |            |      |        | 1919            |
| 211º | Serra Azul                                                             | 275,0      | 1927 | 1893   | 1887            |
| 212º | Laranjal                                                               | 270,0      | 1917 | 1896   | 1895            |
| 213º | Presidente Alves                                                       | 265,0      | 1927 | 1914   | 1913            |
| 214º | Lagoinha                                                               | 263,0      | 1880 | 1866   | n/d             |
| 215º | Brodowsky                                                              | 260,0      | 1913 | 1902   | 1899            |
| 216º | Santa Rosa                                                             | 254,0      | 1910 | 1896   | 1893            |
| 217º | Palmeiras                                                              | 243,3      | 1885 | 1881   | 1879            |
| 218º | Indaiatuba                                                             | 230,0      | 1859 | 1830   | 1842            |
| 219º | Tremembé                                                               | 227,5      | 1896 | 1891   | 1890            |
| 220º | Tapyratiba                                                             | 225,0      | 1928 | 1906   | 1900            |
| 221º | Ariranha                                                               | 222,5      | 1918 | 1907   | 1901            |
| 222º | Ourinhos                                                               | 221,7      | 1918 | 1915   | 1910            |
| 223º | Ignácio Uchôa                                                          | 220,0      | 1925 | 1913   | 1912            |
| 224º | Santa Cruz da Conceição                                                | 220,0      | 1898 | 1881   | 1877            |
| 225º | Cabreúva                                                               | 215,0      | 1859 | 1830   | 1842            |
| 226º | Pedreira                                                               | 215,0      | 1896 | 1890   | 1889            |
| 227º | Salto                                                                  | 215,0      | 1889 | 1885   | 1888            |
| 228º | Vargem Grande                                                          | 215,0      | 1921 | 1891   | 1888            |
| 229º | Araçariguama                                                           | 212,0      | 1874 | 1701   | 1842            |
|      | Villa Leonina (distrito policial de Araçariguama)                      |            |      |        | 1922            |
| 230º | Dourado                                                                | 212,0      | 1897 | 1891   | 1885            |
| 231º | Barra Bonita                                                           | 210,0      | 1912 | 1896   | 1893            |
| 232º | Leme                                                                   | 210,0      | 1895 | 1891   | 1889            |
| 233º | Porto Ferreira                                                         | 210,0      | 1896 | 1888   | 1881            |
| 234º | São João da Bocaina                                                    | 208,0      | 1891 | 1891   | 1890            |
| 235º | Pereiras                                                               | 203,0      | 1889 | 1876   | n/d             |
| 236º | Chavantes                                                              | 200,0      | 1922 | 1917   | 1917            |
|      | Fortuna (distrito policial de Chavantes)                               |            |      |        | 1930            |
|      | Irapé (distrito policial de Chavantes)                                 |            |      |        | 1923            |
| 237º | Ibirá                                                                  | 200,0      | 1921 | 1906   | 1901            |
|      | Villa Ventura (distrito policial de Ibirá)                             |            |      |        | 1929            |
| 238º | Mineiros                                                               | 198,0      | 1898 | 1891   | 1890            |
| 239º | Areias                                                                 | 190,0      | 1816 | 1801   | 1842            |
| 240º | Platina                                                                | 188,3      | 1915 | 1894   | 1893            |
| 241º | Guararema                                                              | 185,0      | 1898 | 1890   | n/d             |
|      | Escada (distrito policial de Guararema)                                |            |      |        | 1917            |
| 242º | Santa Adélia                                                           | 181,7      | 1916 | 1910   | 1914            |
|      | Ururahy (distrito de Santa Adélia)                                     |            |      | 1919   | 1911            |
|      | Villa Botelho (distrito policial de Santa Adélia)                      |            |      |        | 1933            |
| 243º | Bica de Pedra                                                          | 165,0      | 1913 | 1896   | 1894            |
| 244º | Redempção                                                              | 165,0      | 1877 | 1860   | n/d             |
|      | Pinheirinho (distrito policial de Redempção)                           |            |      |        | 1919            |
| 245º | Rio das Pedras                                                         | 160,0      | 1894 | 1889   | 1888            |
|      | Saltinho (distrito de Rio das Pedras)                                  |            |      | 1922   | 1922            |
| 246º | Torrinha                                                               | 157,0      | 1922 | 1896   | 1893            |
| 247º | Cedral                                                                 | 156,6      | 1929 | 1919   | 1919            |
| 248º | Jatahy                                                                 | 150,0      | 1887 | 1857   | 1858            |
|      | Itagaçaba (distrito de Jatahy)                                         |            |      | 1921   | 1923            |
| 249º | Villa Americana                                                        | 150,0      | 1924 | 1904   | 1893            |
| 250º | Grama                                                                  | 144,0      | 1925 | 1896   | 1897            |
| 251º | Óleo                                                                   | 143,3      | 1917 | 1891   | 1890            |
|      | Baptista Botelho (distrito de Óleo)                                    |            |      | 1925   |                 |
|      | Mandaguary (distrito policial de Óleo)                                 |            |      |        | 1919            |
| 252º | Apparecida                                                             | 140,0      | 1928 | 1891   | 1915            |
|      | Roseira (distrito policial de Apparecida)                              |            |      |        | 1890            |
| 253º | Pindorama                                                              | 140,0      | 1925 | 1917   | 1915            |
| 254º | Piquete                                                                | 137,0      | 1891 | 1875   | n/d             |
| 255º | Monte Azul                                                             | 130,0      | 1914 | 1903   | 1900            |
| 256º | Bocayuva                                                               | 120,0      | 1924 | 1912   | 1905            |
| 257º | Bernardino de Campos                                                   | 113,3      | 1923 | 1917   | 1908            |
| 258º | Ipaussú                                                                | 100,0      | 1915 | 1898   | 1898            |
| 259º | Pinheiros                                                              | 83,3       | 1881 | 1845   | n/d             |
|      | Lavrinhas (distrito de Pinheiros)                                      |            |      | 1917   | 1906            |